# Quercus acuta
Quercus acuta, la encina japonesa o roble siempreverde japonés es un árbol perennifolio que mide entre 10 y 20 metros de altura, aunque puede llegar a los 25 m de altura. Su copa es densa de unos 5 metros de diámetro y de silueta ovalada o redondeada con ramas bajas y de corteza liza de color gris, a menudo con múltiples troncos.

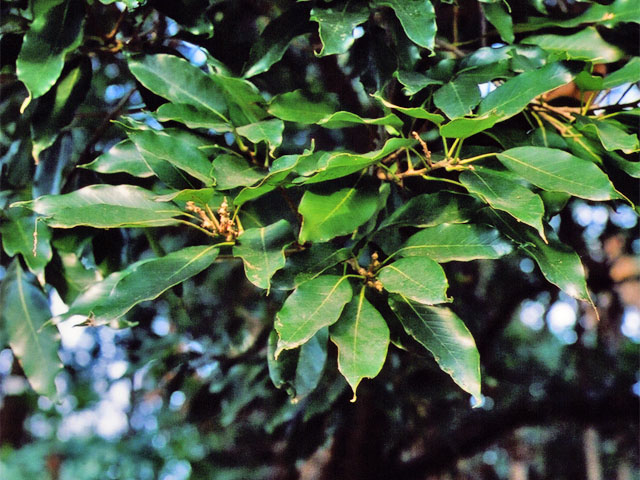
Hojas del roble de Japón.

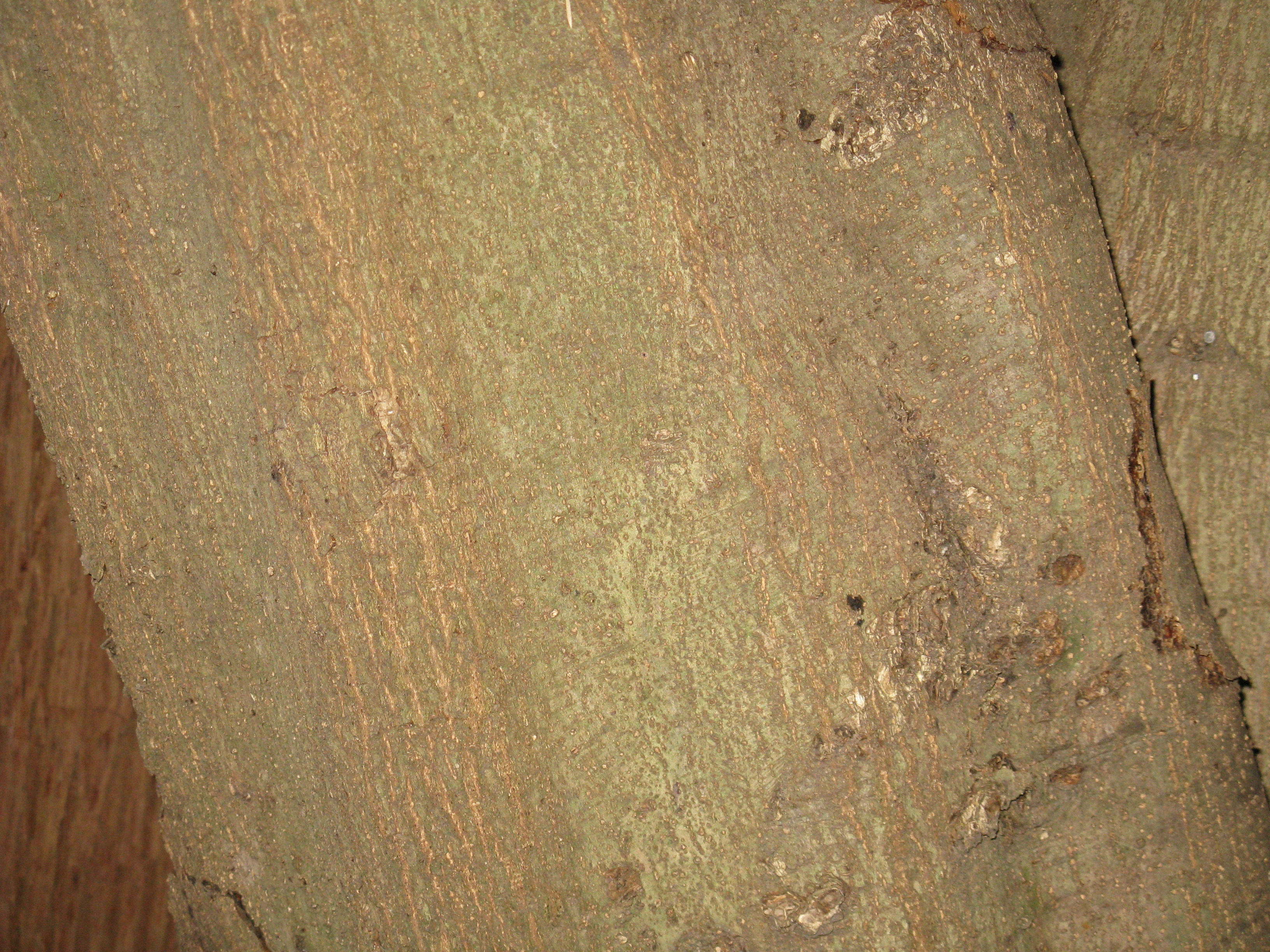
Corteza del roble de Japón.

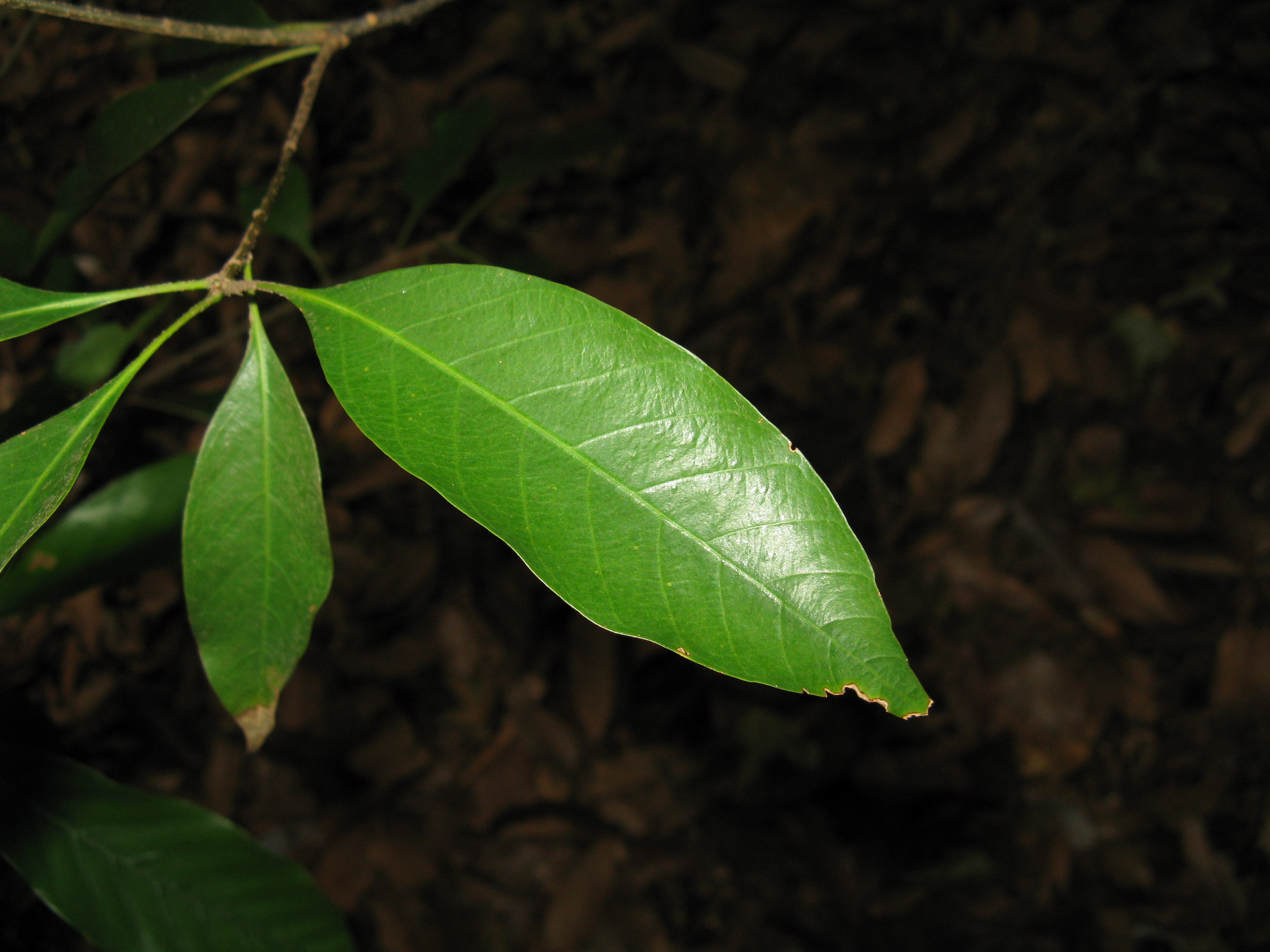
Detalle de la hoja

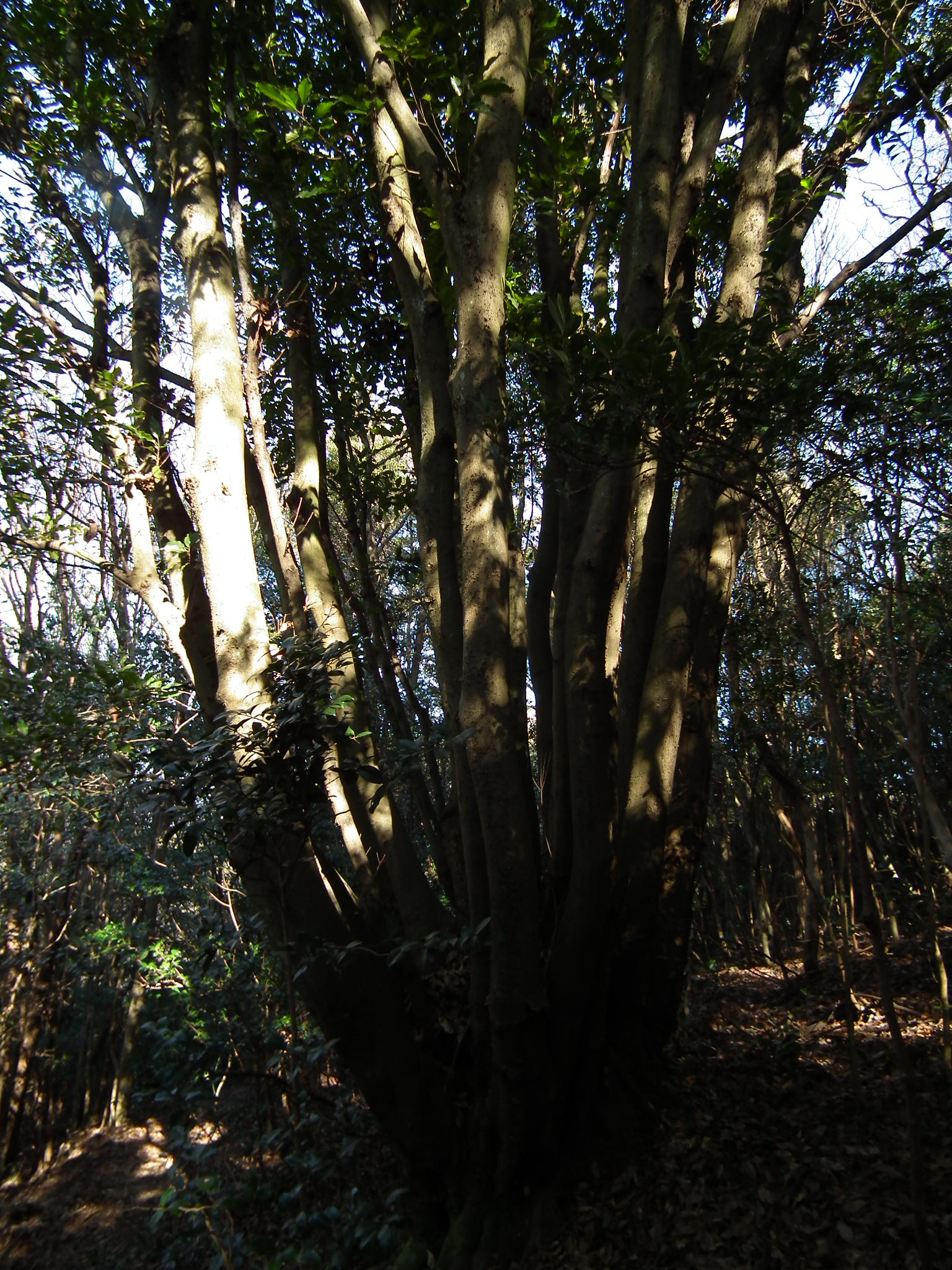
Vista del árbol

## Descripción
Es un árbol de follaje denso, con una tasa de crecimiento medio que preferentemente se desarrolla en lugares abiertos y a pleno sol.
Sus hojas son perennes, simples, dispuestas de manera alterna, y son oblongo ovadas a lanceoladas o elípticas, de ápice acuminado y base de redondeada a cuneada. Son enteras, de 2,5 a 5 pulgadas de largo y por lo general onduladas coriáceas, de color verde oscuro brillantes por el haz, y verdes amarillentas en el envés y su venación es pinnada. Al principio los brotes son de color marrón rojizo, y en otoño no muestran cambios de coloración.
Sus flores son apenas visibles, florecen en primavera, y producen bellotas elipsoidales de color marrón con una cúpula que cubre un tercio. Son poco vistosas y relativamente secas o duras, de color marrón, alargadas, que miden entre 12 y 25 mm de largo y suelen atraer a ardillas y a otros mamíferos.

## Distribución y hábitat
Es nativo de China, Japón, Taiwán  y sur de Corea, con buena tolerancia a los suelos fangosos, de arcilla, arena y ácidos; pero siempre bien drenados. También posee cierta tolerancia a la sequía, y prácticamente no es una especie invasiva en otras regiones.

## Importancia económica
Su crecimiento denso y su tamaño pequeño hacen del roble siempreverde japonés un árbol ideal para usarse en cercos de protección alrededor de estacionamientos o para las plantaciones en las franjas centrales de las carreteras; también es ideal para ser usado como un pequeño árbol de sombra en calles residenciales, aunque aún no se ha comprobado su tolerancia urbana.
En la actualidad es cultivado en pequeñas cantidades por numerosos viveros.
Su corteza es de color marrón con rajas longitudinales y sus ramas van cayendo a medida que el árbol crece, y por lo general requiere de la poda para desarrollar una estructura fuerte o para producir el aclaramiento bajo su dosel arbóreo para la circulación de vehículos y peatones, además es una especie particularmente llamativa, y no posee espinas.
Sus raíces son superficiales pero en general no son un problema.

## Taxonomía
Quercus acuta fue descrita por  Carl Peter Thunberg    y publicado en Flora Japonica, . . . 175. 1784.
Etimología
Quercus: nombre genérico del latín que designaba igualmente al roble y a la encina.
acuta: epíteto latino que significa "afilado, puntiagudo".
Sinonimia
- Cyclobalanopsis acuta (Thunb.) Oerst.
- Cyclobalanopsis acutiformis (Nakai) Nakai
- Cyclobalanopsis buergeri (Blume) Oerst.
- Cyclobalanopsis laevigata (Blume) Oerst.
- Cyclobalanopsis marginata (Blume) Oerst.
- Quercus buergeri Blume
- Quercus carpostachys H.Lév. & Vaniot
- Quercus kasaimok H.Lév. ex Nakai
- Quercus kusaiensis H.Lév. ex Rehder
- Quercus laevigata Blume
- Quercus marginata Blume
- Quercus pseudoglauca H.Lév. ex Nakai
- Quercus quelpaertensis H.Lév. ex Nakai[8]